# エフエムわたり
株式会社エフエムわたり（えふえむわたり）は、宮城県亘理郡亘理町の一部地域を放送対象地域として超短波放送（FM放送）をしていた特定地上基幹放送事業者である。
エフエムあおぞらの愛称でコミュニティ放送をしていた。

## 概要
2018年（平成30年）開局。
前身は2011年（平成23年）の東北地方太平洋沖地震の際に亘理町が開設した臨時災害放送局（呼出名称わたりさいがいエフエム、呼出符号JOYZ2Y-FM、周波数78.6MHz（後に79.2MHz）、空中線電力30W）である。
わたりさいがいエフエムのスタッフは運営のための特定非営利活動法人エフエムあおぞらを設立、亘理町から事業を受託した。
わたりさいがいエフエム廃局後、エフエムあおぞらはコミュニティ放送局の免許人とすべく株式会社エフエムわたりを設立。
代表取締役社長にはエフエムあおぞら理事長の苫米地圭（旧姓・吉田）が就任した。
エフエムわたりはインターネットラジオを実施する一方、町民から出資を募り開局に至った。
本社は亘理町吉田のエフエムあおぞらの事務所に、演奏所（スタジオ）・送信所は亘理町逢隈高屋のみやぎ生活協同組合亘理店（亘理ショッピングセンター）内に置き、特定地上基幹放送局の呼出符号はJOZZ2BR-FM、呼出名称はエフエムわたり、周波数79.2MHz、空中線電力20Wで放送区域は亘理町の一部地域。インターネット配信はFM++によっていた。
出資比率から社長の苫米地圭がマスメディア集中排除原則にいう支配関係にあった。
きらら方式を採用し、フリーペーパーClubあおぞらMAGAZINEを亘理町、山元町、大河原町、角田市の加盟店などで頒布することとした。
平日は9:00 - 18:00、土日は9:00 - 16:00までの放送。町内の情報等を発信していた。
開局当初から経営難が続いていたがコロナ禍により地域経済が落ち込み、2023年（令和5年）10月より放送休止、翌2024年（令和6年）3月末に廃局した。
臨時災害放送局を前身とした、きらら方式のコミュニティ放送局が廃局した初の事例となった。

## 沿革
- 2011年（平成23年）
  - 3月24日 - わたりさいがいエフエム開局[2]
  - 4月2日 - わたりさいがいエフエムは周波数を79.2MHzに変更[2]
- 2013年（平成25年）
  - 2月25日 - 特定非営利活動法人エフエムあおぞら設立の認証[6]
- 2016年（平成28年）
  - 3月24日 - わたりさいがいエフエム廃局[7]
- 2017年（平成29年）
  - 4月17日 - 株式会社エフエムわたり設立、資本金は700万円[8]
  - 4月27日 - インターネットラジオ開始[9]
- 2018年（平成30年）
  - 3月29日 - インターネットラジオ休止を発表[9]
  - 10月31日 - 特定地上基幹放送局の予備免許取得[1]
  - 11月26日 - 特定地上基幹放送局の免許取得[10]
  - 11月27日 - 開局[10]、FM++によるインターネット配信も開始[11]
- 2019年（令和元年）
  - 5月21日 - 資本金を1,200万円に増資[12]
- 2021年（令和3年）
  - 2月13日 - 福島県沖地震で震度6弱を観測、スタジオの空調配管からの漏水により2月15日まで放送休止[13]
- 2023年（令和3年）
  - 10月1日 - 諸事情により放送休止[14]
- 2024年（令和6年）
  - 3月1日 - 閉局を発表[15]
  - 3月31日 - 廃局[16]